# Trofeo Teresa Herrera
El Trofeo Teresa Herrera es un torneo de verano de fútbol cuya edición masculina se disputa desde 1946 en La Coruña, Galicia (España). Es el decano de los trofeos de verano celebrados en el territorio español, y por tanto está considerado como uno de los torneos amistosos más prestigiosos del mundo debido a la máxima categoría que tienen los equipos que han participado en su historia.
Desde 2013 también se disputa el Trofeo Teresa Herrera de fútbol femenino.

## Historia

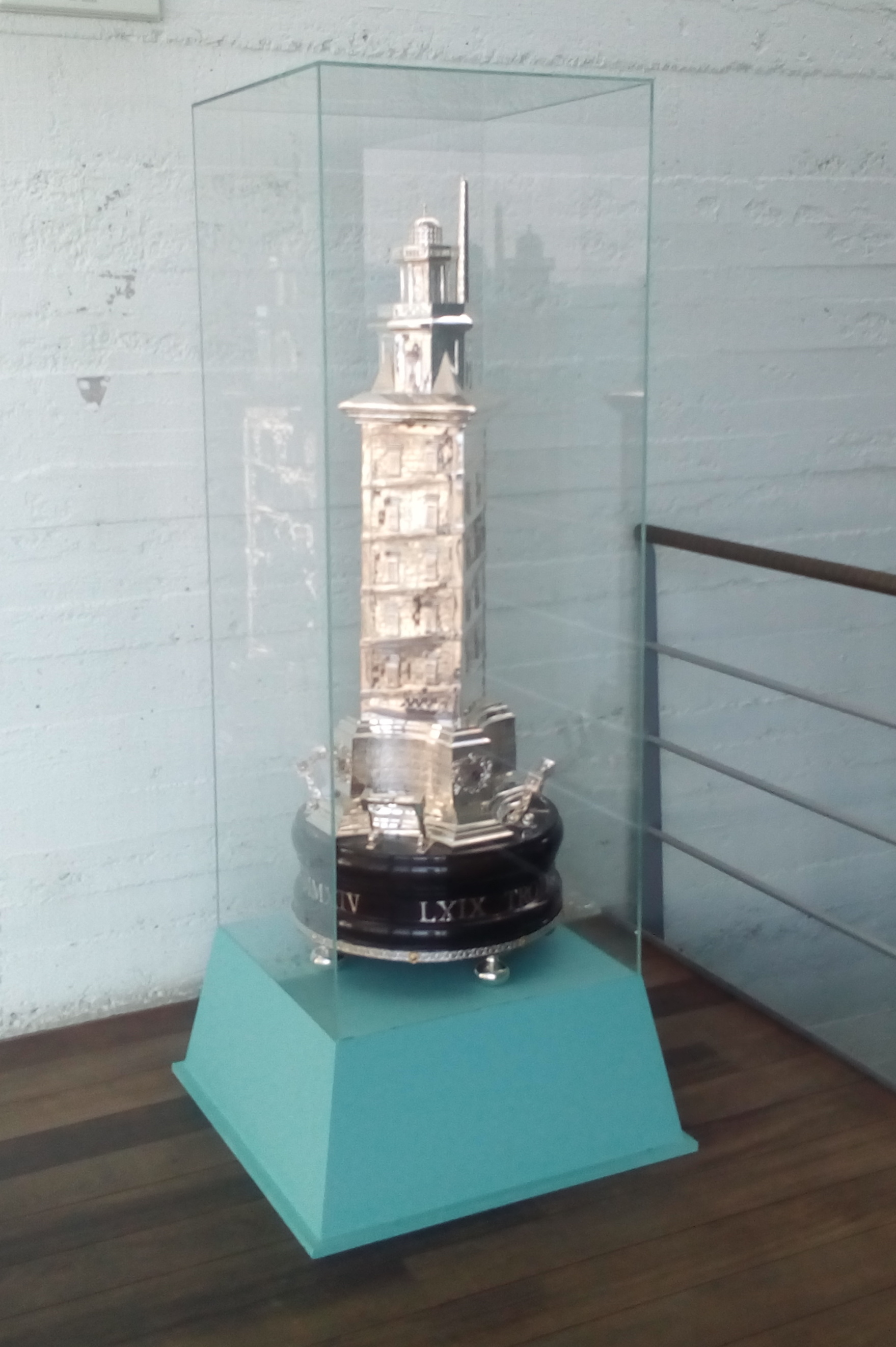
Trofeo expuesto en el Museo del Mar de Galicia.

El torneo nació en 1946 bajo el amparo del Ayuntamiento de La Coruña y la Junta Local de Beneficencia, con el objetivo de recaudar fondos para los hospitales de la ciudad en una época de penurias. De ahí que recibiera el nombre de Teresa Herrera, mujer coruñesa que a finales del siglo XVIII donó sus bienes para la construcción del primer hospital público de la ciudad.
Desde su primera edición, el trofeo es disputado por los mejores equipos del mundo en cada momento. Los partidos se disputan en el estadio de Riazor durante dos días de la segunda quincena del mes de agosto. El trofeo está dentro del cartel de las fiestas de La Coruña, con la participación anual del equipo local, el Deportivo de La Coruña. 
Tras varios años en el que el trofeo era organizado por el Ayuntamiento de La Coruña, en el año 2000 el Deportivo se hizo cargo de la organización.
En 2013 se instaura la modalidad femenina del Trofeo Teresa Herrera.
En 2020 el torneo se celebró en circunstancias excepcionales a causa de la pandemia de COVID-19. Se disputó por primera vez en diciembre y con una asistencia limitada a 1 000 espectadores. No se invitó a ningún equipo profesional y el rival del Deportivo fue una selección de jugadores de equipos modestos locales. Toda la recaudación y el dinero que se invertía habitualmente en la fabricación del trofeo que no se entregó esta vez se destinó a obras benéficas. De esta manera, se volvía a los orígenes del torneo.

## Formato
El trofeo se creó con un formato a partido único con dos participantes y así se disputaron sus primeras 18 ediciones. En 1964 el torneo pasó a ser de cuatro participantes, con una estructura de semifinal, tercer y cuarto puesto y final. Desde entonces se han disputado 37 ediciones con cuatro participantes. También se han jugado dos ediciones con formato triangular, las de 2003 y 2005. 
En las primeras ediciones el club organizador no participaba. Después, por diversos motivos, era un contendiente más. Su primera aparición fue en la edición de 1955.
El Trofeo Teresa Herrera se disputa desde 2015 a partido único, tanto en su modalidad masculina como en la femenina.

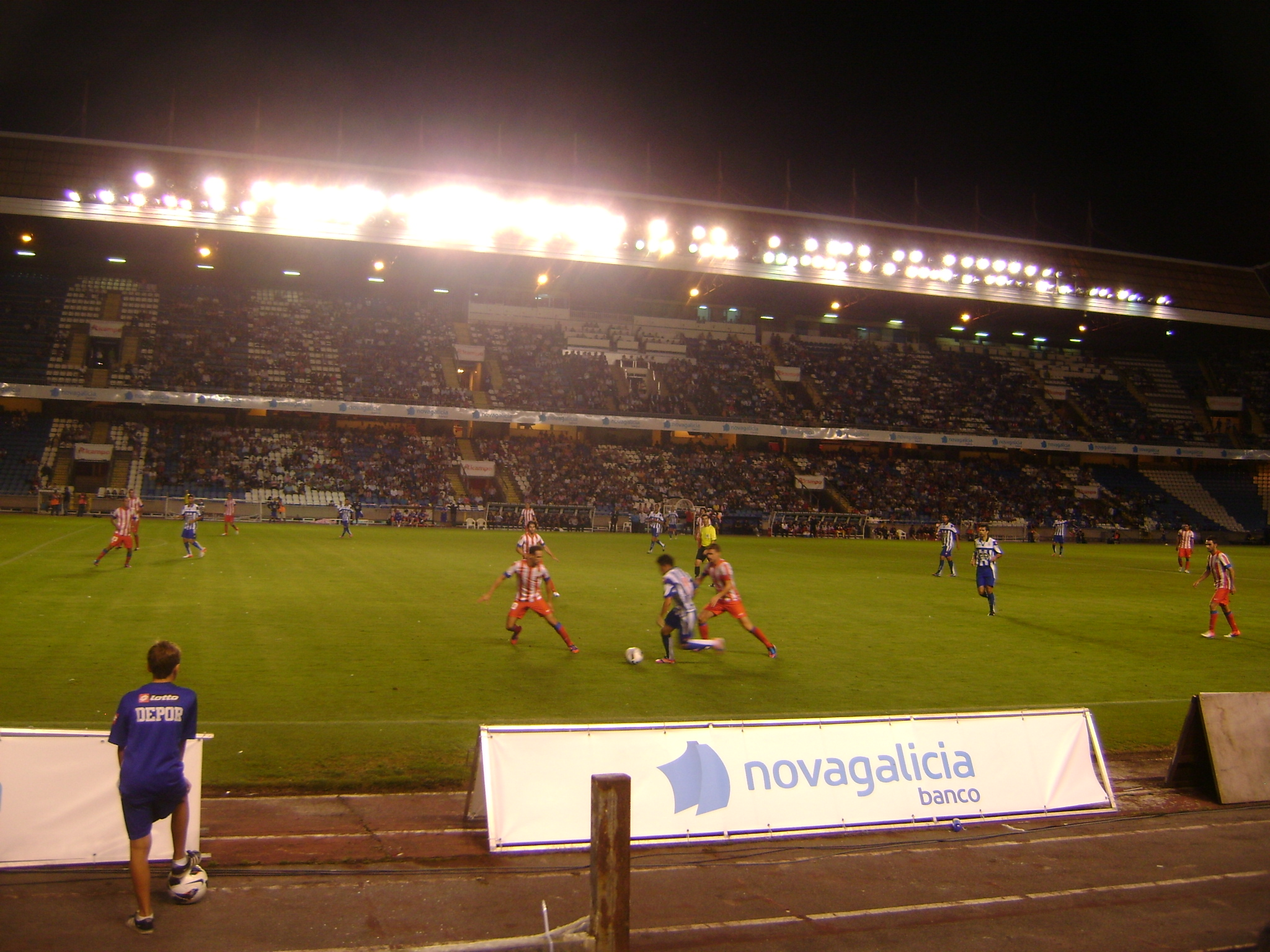
Trofeo disputado entre el Deportivo de La Coruña y el Atlético de Madrid.

## Trofeo
El trofeo actual fue confeccionado por la tradicional Joyería Malde quien ha amalgamado en su diseño toda la tradición de la antigua orfebrería gallega. Antes del actual diseño tuvo otros cinco anteriores. El tamaño del mismo es una de sus principales particularidades. El anterior al actual está realizado mediante una fusión de joyería gallega y platería compostelana que, en sus orígenes, requirió de novecientos kilos de plata y veinte de oro y en la que se emplearon más de 55 000 horas de trabajo. A partir de la vigésimo cuarta edición se elaboró otro acorde a los nuevos tiempos, pero en el que también se empleó mucho trabajo con alrededor de 2 400 horas, más de treinta y dos kilos de plata y más de siete de oro.
En 2018 suscitó polémica la diferencia en el tamaño de los trofeos entregados a los ganadores masculino y femenino, este último significativamente más pequeño que el que se entregó al equipo masculino. Desde el año 2021 se entrega el mismo trofeo en ambas categorías.

## Participantes históricos

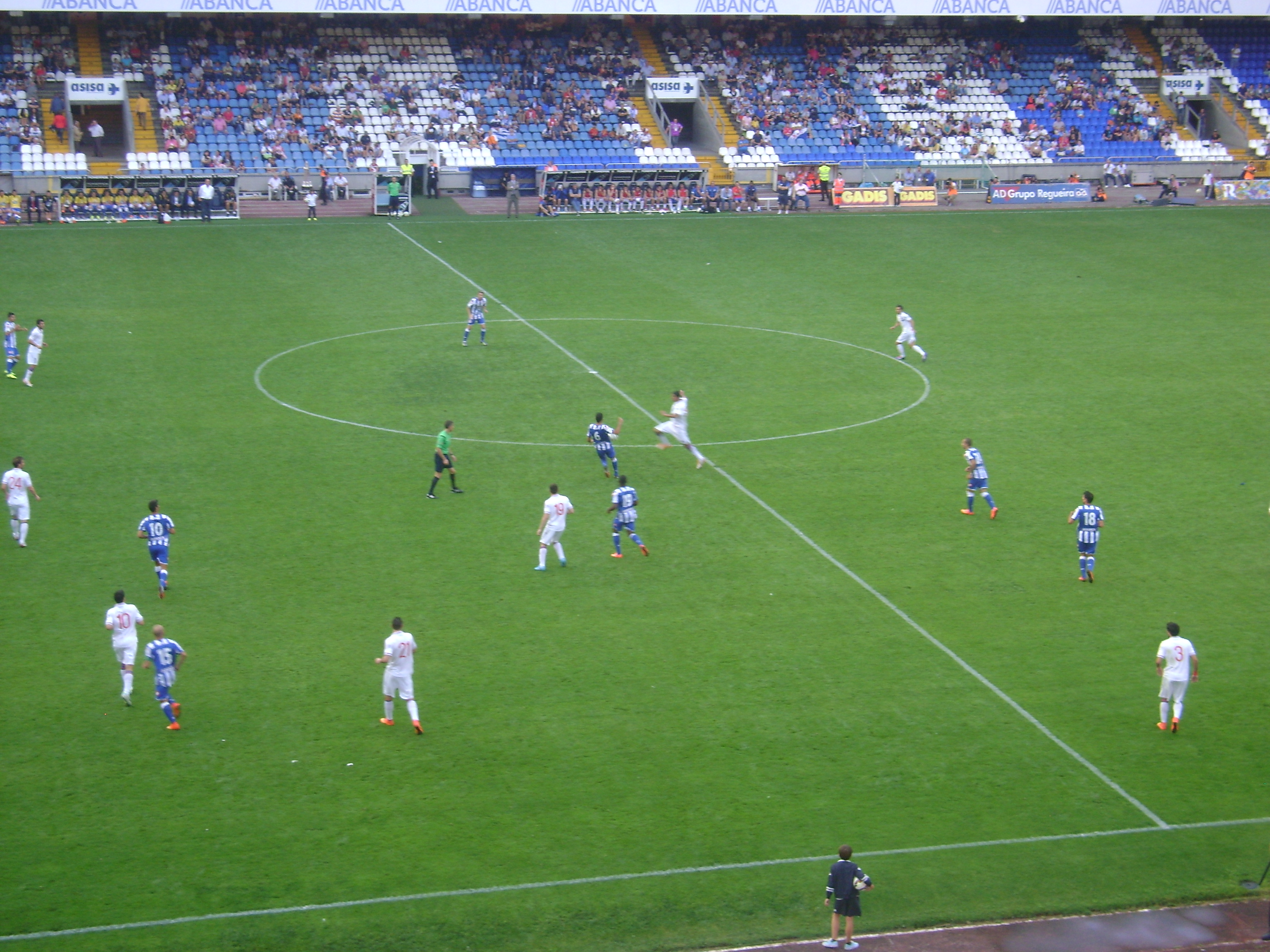
Imagen del encuentro entre Deportivo de La Coruña y Nacional en 2014.

- En 1959 se disputó un partido entre el Santos de Pelé y el Botafogo de Garrincha.[9]
- Además han participado otros equipos de leyenda como el Benfica de Eusébio, el Real Madrid de Alfredo Di Stéfano, el de la Quinta del Buitre, el campeón de la Champions League de 1998 y el de Cristiano Ronaldo, el San Lorenzo de Almagro de «los Matadores» —primer club argentino que logró un campeonato sin perder un solo partido—, el Dínamo de Kiev de Oleg Blojín, el Atlético de Bilbao campeón en la temporada 1955-56, el Vasco da Gama de Vavá y Orlando (titulares da selección brasileña campeona del mundo de 1958) y el campeón del Brasileirao de 1997, el Fluminense de Roberto Rivelino (apodado A Máquina Tricolor), el Bayern Múnich de Sepp Maier, Gerd Müller y Beckenbauer; el Flamengo de Zico, el Cruzeiro campeón de la Copa Libertadores 1976, el Manchester United del técnico Ron Atkinson, el Everton campeón inglés en 1987, el Liverpool de Kenny Dalglish campeón inglés en 1988, el PSV Eindhoven de Ronald Koeman entrenado por Guus Hiddink que logró un triplete en 1988 y fue campeón de la Champions League, el Steaua București finalista de la Champions League en 1989, el Bayern Múnich campeón alemán en 1989-90 entrenado por Jupp Heynckes, el São Paulo del técnico Telê Santana y de Raí, el Barcelona del Dream Team entrenado por Cruyff, el Botafogo de Túlio Maravilha, la Sampdoria de Roberto Mancini finalista de la Champions League en 1992, el Ajax del técnico Louis van Gaal, la Juventus campeona de la Champions League de 1996, el Corinthians de Marcelinho Carioca campeón brasileño en 1999, el Boca Juniors de El Virrey Carlos Bianchi, con Juan Román Riquelme y Martín Palermo; el Cruz Azul subcampeón de la Copa Libertadores 2001, la Lazio campeona del Scudetto y la Coppa del 2000, el Zaragoza de David Villa campeón de la Copa del Rey de 2004, el Milan de Kaká, Cafú, Gattuso, Pirlo y Seedorf; el Sevilla de Jesús Navas y Frédéric Kanouté, el Atlético de Madrid del técnico Cholo Simeone, además de otros grandes clubs, como Internacional, Nacional, Peñarol, Roma y Newcastle United.[10]
- Como otra curiosidad se da el hecho particular de haber tenido en la edición 2005 el único clásico uruguayo disputado entre el Nacional y el Atlético Peñarol en el continente europeo, que ganaron los tricolores por 3 tantos a 1.

## Historial
Su primera edición se jugó entre dos clubes españoles, el Sevilla y el Athletic. El partido disputado el 31 de julio de 1946 dio con la victoria sevillista por 2-3. Los goleadores de aquella edición fueron Manolo Doménech El sordo —quien dio el gol de la victoria a los andaluces—, Telmo Zarra y Juan El pato Araujo —ambos bigoleadores—.
No fue hasta 1955 cuando participó por primera vez el equipo organizador —ya que desde el inicio estaba estipulado que no podía disputarlo—, el Deportivo de La Coruña. Salió vencedor del mismo tras derrotar al Atlético de Bilbao por 4-1 merced a un destacado encuentro de Manuel Fernández Pahiño, jugador que recaló en el club gallego tras sus grandes actuaciones en el Real Madrid. En el equipo coruñés destacaban también en la época Luis Suárez y Arsenio Iglesias, aunque Pahiño no llegó a coincidir con el primero. Tras diversos acontecimientos finalmente el club gallego se convirtió no solo en un contendiente más con pleno derecho, sino que pasó como organizador a ser el equipo a batir desde 1990 del trofeo que ellos mismos organizaban.
| Edición        | Campeón                   | Resultado    | Subcampeón                             | Tercer lugar                  | Resultado    | Cuarto lugar           |
| -------------- | ------------------------- | ------------ | -------------------------------------- | ----------------------------- | ------------ | ---------------------- |
| I - 1946       | Sevilla                   | 3–2          | Athletic Club                          | -                             | -            | -                      |
| II - 1947      | Athletic Club             | 3–2          | Vasco da Gama                          | -                             | -            | -                      |
| III - 1948     | Barcelona                 | 2–1          | Porto                                  | -                             | -            | -                      |
| IV - 1949      | Real Madrid               | 2–1          | Racing Club de France                  | -                             | -            | -                      |
| V - 1950       | Lazio                     | 3–1          | Atlético de Madrid                     | -                             | -            | -                      |
| VI - 1951      | Barcelona                 | 4–2          | Young Boys                             | -                             | -            | -                      |
| VII - 1952     | Valencia                  | 2–1          | Olympique Roubaix-Tourcoing            | -                             | -            | -                      |
| VIII - 1953    | Real Madrid               | 8–1          | Toulouse FC                            | -                             | -            | -                      |
| IX - 1954      | Sevilla                   | 3–2          | Helsingborgs IF                        | -                             | -            | -                      |
| X - 1955       | Deportivo de La Coruña    | 2–1          | Athletic Club                          | -                             | -            | -                      |
| XI - 1956      | Atlético de Madrid        | 4–1          | Köln                                   | -                             | -            | -                      |
| XII - 1957     | Vasco da Gama             | 4–2          | Athletic Club                          | -                             | -            | -                      |
| XIII - 1958    | Nacional                  | 2–1          | Flamengo                               | -                             | -            | -                      |
| XIV - 1959     | Santos                    | 4–1          | Botafogo                               | -                             | -            | -                      |
| XV - 1960      | Sevilla                   | 2–1          | Newcastle United                       | -                             | -            | -                      |
| XVI - 1961     | Sporting de Lisboa        | 3–2          | Stade de Reims                         | -                             | -            | -                      |
| XVII - 1962    | Deportivo de La Coruña    | 4–2          | Benfica                                | -                             | -            | -                      |
| XVIII - 1963   | Mónaco                    | 3–2          | Vasco da Gama                          | -                             | -            | -                      |
| XIX - 1964     | Deportivo de La Coruña    | 4–0          | Sporting de Lisboa                     | Porto                         | -            | Roma                   |
| XX - 1965      | Atlético de Madrid        | 2–1          | Vitória Setúbal                        | -                             | -            | -                      |
| XXI - 1966     | Real Madrid               | 2–0          | Deportivo de La Coruña                 | -                             | -            | -                      |
| XXII - 1967    | Racing de Ferrol          | 3–0          | Celta de Vigo                          | Deportivo de La Coruña        | 3–1          | Pontevedra             |
| XXIII - 1968   | Vitória Setúbal           | 2–1          | Rapid Viena                            | -                             | -            | -                      |
| XXIV - 1969    | Deportivo de La Coruña    | 1–0          | Nacional                               | Olympic Charleroi-Marchienne  | 1–0          | Bayern Múnich          |
| XXV - 1970     | Ferencvárosi              | 0–0 (4-2 p.) | San Lorenzo                            | -                             | -            | -                      |
| XXVI - 1971    | Estrella Roja de Belgrado | 3–1          | Deportivo de La Coruña                 | -                             | -            | -                      |
| XXVII - 1972   | Barcelona                 | 2–0          | ADO Den Haag                           | -                             | -            | -                      |
| XXVIII - 1973  | Atlético de Madrid        | 2–1          | Spartak Trnava                         | Újpesti Dózsa                 | 0–0 (4-3 p.) | Ajax Ámsterdam         |
| XXIX - 1974    | Peñarol                   | 3–2 (pró.)   | Borussia Mönchengladbach               | Barcelona                     | 2–2 (p.)     | Atlético de Madrid     |
| XXX - 1975     | Peñarol                   | 3–3 (2-1 p.) | Cruzeiro                               | Atlético de Madrid            | 0–0 (p.)     | Stoke City             |
| XXXI - 1976    | Real Madrid               | 2–0          | Cruzeiro                               | PSV Eindhoven                 | 1–1 (4-3 p.) | Peñarol                |
| XXXII - 1977   | Fluminense                | 4–1          | Dukla Praga                            | Real Madrid                   | 4–2          | Feyenoord Rotterdam    |
| XXXIII - 1978  | Real Madrid               | 2–0          | Flamengo                               | Fluminense                    | 2–1          | Deportivo de La Coruña |
| XXXIV - 1979   | Real Madrid               | 1–0          | Sporting de Gijón                      | Budapest Honvéd               | 1–0          | West Bromwich Albion   |
| XXXV - 1980    | Real Madrid               | 3–1          | Sporting de Gijón                      | Porto                         | 4–1          | Flamengo               |
| XXXVI - 1981   | Dinamo de Kiev            | 1–0          | Atlético de Madrid                     | Barcelona                     | 5–0          | Deportivo de La Coruña |
| XXXVII - 1982  | Dinamo de Kiev            | 4–1          | Barcelona                              | Bayern Múnich                 | 4–0          | Internacional          |
| XXXVIII - 1983 | Athletic Club             | 1–0          | Peñarol                                | Real Madrid                   | 3–2          | Dinamo de Kiev         |
| XXXIX - 1984   | Roma                      | 2–2 (5-4 p.) | Vasco da Gama                          | Manchester United             | 1–0          | Athletic Club          |
| XL - 1985      | Atlético de Madrid        | 1–0          | Porto                                  | Fluminense                    | 2–0          | Real Madrid            |
| XLI - 1986     | Atlético de Madrid        | 1–0          | Santos                                 | Real Madrid                   | 1–1 (3-2 p.) | São Paulo              |
| XLII - 1987    | Benfica                   | 1–1 (5-3 p.) | Deportivo de La Coruña                 | Sporting de Gijón             | 2–1          | Everton                |
| XLIII - 1988   | PSV Eindhoven             | 3–1 (pró.)   | Atlético de Madrid                     | Liverpool                     | 4–0          | Real Sociedad          |
| XLIV - 1989    | Bayern Múnich             | 4–1          | Steaua București                       | Real Madrid                   | 4–2          | PSV Eindhoven          |
| XLV - 1990     | Barcelona                 | 2–0          | Benfica                                | Bayern Múnich                 | 3–2          | Deportivo de La Coruña |
| XLVI - 1991    | Porto                     | 1–0          | Deportivo de La Coruña                 | Ajax Ámsterdam                | 2–0          | Real Madrid            |
| XLVII - 1992   | São Paulo                 | 4–1          | Barcelona                              | Peñarol                       | 1–1 (5-4 p.) | Deportivo de La Coruña |
| XLVIII - 1993  | Barcelona                 | 1–0          | São Paulo                              | Deportivo de La Coruña        | 1–1 (5-3 p.) | Lazio                  |
| XLIX - 1994    | Real Madrid               | 1–0          | Deportivo de La Coruña                 | Sampdoria                     | 2–1          | Porto                  |
| L - 1995       | Deportivo de La Coruña    | 2–0          | Real Madrid                            | Flamengo                      | 2–1          | Benfica                |
| LI - 1996      | Botafogo                  | 4–4 (3-0 p.) | Juventus                               | Deportivo de La Coruña        | 2–0          | Ajax Ámsterdam         |
| LII - 1997     | Deportivo de La Coruña    | 2–2 (4-3 p.) | PSV Eindhoven                          | Atlético de Madrid            | 4–3          | Vasco da Gama          |
| LIII - 1998    | Deportivo de La Coruña    | 2–0          | Lazio                                  | Real Madrid                   | 4–0          | Atlético de Madrid     |
| LIV - 1999     | Celta de Vigo             | 1–0          | Boca Juniors                           | Corinthians                   | 1–1 (p.)     | Deportivo de La Coruña |
| LV - 2000      | Deportivo de La Coruña    | 2–2 (4-3 p.) | Lazio                                  | -                             | -            | -                      |
| LVI - 2001     | Deportivo de La Coruña    | 2–1          | Real Madrid                            | Peñarol                       | 2–1          | Cruz Azul              |
| LVII - 2002    | Deportivo de La Coruña    | 1–0 (pró.)   | Cruz Azul                              | Atlético de Madrid            | 2–1          | Nacional               |
| LVIII - 2003   | Deportivo de La Coruña    | Triangular   | América                                | -                             | -            | -                      |
| LIX - 2004     | Deportivo de La Coruña    | 3–1          | Atlético de Madrid                     | Real Zaragoza                 | 2–0          | Sporting de Lisboa     |
| LX - 2005      | Deportivo de La Coruña    | Triangular   | Nacional                               | Peñarol                       | -            | -                      |
| LXI - 2006     | Deportivo de La Coruña    | 3–1          | Milan                                  | Atlético de Madrid            | 2–1          | Nacional               |
| LXII - 2007    | Deportivo de La Coruña    | 2–1          | Real Madrid                            | Belenenses                    | 2–1          | Atalanta               |
| LXIII - 2008   | Deportivo de La Coruña    | 2–1          | Atlético de Madrid                     | Cruz Azul                     | 2–2 (5-4 p.) | Sporting de Gijón      |
| LXIV - 2009    | Atlético de Madrid        | 1–1 (4-3 p.) | Deportivo de La Coruña                 | -                             | -            | -                      |
| LXV - 2010     | Newcastle United          | 0–0 (5-3 p.) | Deportivo de La Coruña                 | -                             | -            | -                      |
| LXVI - 2011    | Sevilla                   | 1–1 (4-3 p.) | Deportivo de La Coruña                 | -                             | -            | -                      |
| LXVII - 2012   | Deportivo de La Coruña    | 2–2 (4-3 p.) | Atlético de Madrid                     | -                             | -            | -                      |
| LXVIII - 2013  | Real Madrid               | 4–0          | Deportivo de La Coruña                 | -                             | -            | -                      |
| LXIX - 2014    | Deportivo de La Coruña    | 1–0          | Sporting de Gijón                      | Sporting de Lisboa            | 2–0          | Nacional               |
| LXX - 2015     | Deportivo de La Coruña    | 1–0          | Sporting de Braga                      | -                             | -            | -                      |
| LXXI - 2016    | Deportivo de La Coruña    | 2–0          | Villarreal                             | -                             | -            | -                      |
| LXXII - 2017   | Deportivo de La Coruña    | 2–0          | West Bromwich Albion                   | -                             | -            | -                      |
| LXXIII - 2018  | Athletic Club             | 2–2 (4-1 p.) | Deportivo de La Coruña                 | -                             | -            | -                      |
| LXXIV - 2019   | Deportivo de La Coruña    | 1–0          | Real Betis                             | -                             | -            | -                      |
| LXXV - 2020    | Deportivo de La Coruña    | 6–0          | Combinado de Fútbol Aficionado Coruñés | -                             | -            | -                      |
| LXXVI - 2021   | Ponferradina              | 2–1          | Deportivo de La Coruña                 | -                             | -            | -                      |
| LXXVII - 2022  | Deportivo de La Coruña    | 4–2          | Metalist Járkov                        | -                             | -            | -                      |
| LXXVIII - 2023 | Deportivo de La Coruña    | 4–0          | Red Bull Bragantino II                 | -                             | -            | -                      |
| LXXIX - 2024   | C. D. Leganés             | 3–1          | Deportivo de La Coruña                 | Unionistas de Salamanca C. F. | 0–0 (4-2 p.) | Real Oviedo            |
| LXXX - 2025    | Deportivo de La Coruña    | 2–0          | Le Havre A. C.                         | -                             | -            | -                      |

## Palmarés

### Títulos por equipo
| Equipo                       | Títulos | Subtítulos | Años campeón | Años subcampeón                                                  |
| ---------------------------- | ------- | ---------- | --- | ---------------------------------------------------------------- |
| R. C. Deportivo de La Coruña | 26      | 11         | 1955, 1962, 1964, 1969, 1995, 1997, 1998, 2000, 2001, 2002, 2003, 2004, 2005, 2006, 2007, 2008, 2012, 2014, 2015, 2016, 2017, 2019, 2020, 2022, 2023, 2025 | 1966, 1971, 1987, 1991, 1994, 2009, 2010, 2011, 2013, 2021, 2024 |
| Real Madrid C. F.            | 9       | 3          | 1949, 1953, 1966, 1976, 1978, 1979, 1980, 1994, 2013 | 1995, 2001, 2007                                                 |
| C. Atlético de Madrid        | 6       | 6          | 1956, 1965, 1973, 1985, 1986, 2009 | 1950, 1981, 1988, 2004, 2008, 2012                               |
| F. C. Barcelona              | 5       | 2          | 1948, 1951, 1972, 1990, 1993 | 1982, 1992                                                       |
| Sevilla F. C.                | 4       | 0          | 1946, 1954, 1960, 2011 | -                                                                |
| Athletic Club                | 3       | 3          | 1947, 1983, 2018 | 1946, 1955, 1957                                                 |
| C. A. Peñarol                | 2       | 1          | 1974, 1975 | 1983                                                             |
| F. K. Dinamo de Kiev         | 2       | 0          | 1981, 1982 | -                                                                |
| C. R. Vasco da Gama          | 1       | 3          | 1957 | 1947, 1963, 1984                                                 |
| C. Nacional de F.            | 1       | 2          | 1958 | 1969, 2005                                                       |
| S. S. Lazio                  | 1       | 2          | 1950 | 1998, 2000                                                       |
| S. L. Benfica                | 1       | 2          | 1987 | 1962, 1990                                                       |
| F. C. Porto                  | 1       | 2          | 1991 | 1948, 1985                                                       |
| Santos F. C.                 | 1       | 1          | 1959 | 1986                                                             |
| S. C. Portugal               | 1       | 1          | 1961 | 1964                                                             |
| Vitória F. C.                | 1       | 1          | 1968 | 1965                                                             |
| Botafogo F. R.               | 1       | 1          | 1996 | 1959                                                             |
| R. C. Celta de Vigo          | 1       | 1          | 1999 | 1967                                                             |
| Newcastle United F. C.       | 1       | 1          | 2010 | 1960                                                             |
| P. S. V. Eindhoven           | 1       | 1          | 1988 | 1997                                                             |
| São Paulo F. C.              | 1       | 1          | 1992 | 1993                                                             |
| Valencia C. F.               | 1       | 0          | 1952 | -                                                                |
| A. S. Mónaco F. C.           | 1       | 0          | 1963 | -                                                                |
| Racing de Ferrol             | 1       | 0          | 1967 | -                                                                |
| Ferencvárosi T. C.           | 1       | 0          | 1970 | -                                                                |
| Estrella Roja de Belgrado    | 1       | 0          | 1971 | -                                                                |
| Fluminense F. C.             | 1       | 0          | 1977 | -                                                                |
| A. S. Roma                   | 1       | 0          | 1984 | -                                                                |
| F. C. Bayern Múnich          | 1       | 0          | 1989 | -                                                                |
| S. D. Ponferradina           | 1       | 0          | 2021 | -                                                                |
| C. D. Leganés                | 1       | 0          | 2024 | -                                                                |

### Títulos por país
| País            | Títulos | Subtítulos |
| --------------- | ------- | ---------- |
| España          | 58      | 33         |
| Brasil          | 5       | 11         |
| Portugal        | 4       | 7          |
| Uruguay         | 3       | 3          |
| Italia          | 2       | 4          |
| Unión Soviética | 2       | -          |
| Francia         | 1       | 5          |
| Alemania        | 1       | 2          |
| Países Bajos    | 1       | 2          |
| Inglaterra      | 1       | 1          |
| Yugoslavia      | 1       | -          |
| Hungría         | 1       | -          |
| Argentina       | -       | 2          |
| República Checa | -       | 2          |
| México          | -       | 2          |
| Austria         | -       | 1          |
| Suecia          | -       | 1          |
| Suiza           | -       | 1          |
| Rumania         | -       | 1          |
| Ucrania         | -       | 1          |

### Clasificación histórica
- Actualizado hasta la edición de 2023 (incluida).

| Pos. | Equipo                                 | Puntos | PJ | PG | PE | PP | GF  | GC | Dif. |
| ---- | -------------------------------------- | ------ | -- | -- | -- | -- | --- | -- | ---- |
| 1°   | R. C. Deportivo de La Coruña           | 132    | 68 | 39 | 15 | 14 | 127 | 71 | +56  |
| 2°   | Real Madrid C. F.                      | 62     | 34 | 19 | 5  | 10 | 69  | 42 | +27  |
| 3°   | C. Atlético de Madrid                  | 49     | 31 | 14 | 7  | 10 | 55  | 48 | +7   |
| 4°   | F. C. Barcelona                        | 31     | 15 | 10 | 1  | 4  | 27  | 17 | +10  |
| 5°   | C. A. Peñarol                          | 17     | 14 | 4  | 5  | 5  | 21  | 25 | -4   |
| 6°   | Fluminense F. C.                       | 13     | 6  | 4  | 1  | 1  | 10  | 3  | +7   |
| 7°   | F. K. Dinamo de Kiev                   | 13     | 6  | 4  | 1  | 1  | 11  | 6  | +5   |
| 8°   | R. Sporting de Gijón                   | 13     | 10 | 3  | 4  | 3  | 13  | 15 | -2   |
| 9°   | F. C. Bayern Múnich                    | 12     | 8  | 4  | 0  | 4  | 16  | 11 | +5   |
| 10°  | F. C. Porto                            | 12     | 10 | 4  | 0  | 6  | 12  | 13 | -1   |
| 11°  | Athletic Club                          | 11     | 9  | 3  | 2  | 4  | 14  | 18 | -4   |
| 12°  | Sevilla F. C.                          | 10     | 4  | 3  | 1  | 0  | 9   | 6  | +3   |
| 13°  | C. Nacional de F.                      | 10     | 13 | 3  | 1  | 9  | 12  | 26 | -14  |
| 14°  | R. C. Celta de Vigo                    | 9      | 4  | 3  | 0  | 1  | 7   | 6  | +1   |
| 15°  | P. S. V. Eindhoven                     | 9      | 8  | 2  | 3  | 3  | 13  | 16 | -3   |
| 16°  | S. C. Portugal                         | 9      | 7  | 3  | 0  | 4  | 8   | 13 | -5   |
| 17°  | São Paulo F. C.                        | 8      | 6  | 2  | 2  | 2  | 10  | 7  | +3   |
| 18°  | Cruzeiro E. C.                         | 7      | 4  | 2  | 1  | 1  | 8   | 5  | +3   |
| 19°  | Santos F. C.                           | 6      | 3  | 2  | 0  | 1  | 5   | 2  | +3   |
| 20°  | S. S. Lazio                            | 6      | 6  | 1  | 3  | 2  | 9   | 11 | -2   |
| 21°  | Cruz Azul F. C.                        | 5      | 6  | 1  | 2  | 3  | 6   | 8  | -2   |
| 22°  | C. R. Vasco da Gama                    | 5      | 6  | 1  | 2  | 3  | 13  | 17 | -4   |
| 23°  | S. L. Benfica                          | 5      | 7  | 1  | 2  | 4  | 6   | 12 | -6   |
| 24°  | C. R. Flamengo                         | 5      | 7  | 1  | 2  | 4  | 5   | 13 | -8   |
| 25°  | Juventus F. C.                         | 4      | 2  | 1  | 1  | 0  | 10  | 4  | +6   |
| 26°  | Racing Club de Ferrol                  | 4      | 2  | 1  | 1  | 0  | 5   | 2  | +3   |
| 27°  | Budapest Honvéd F. C.                  | 4      | 2  | 1  | 1  | 0  | 2   | 1  | +1   |
| 28°  | A. S. Roma                             | 4      | 3  | 1  | 1  | 1  | 5   | 6  | -1   |
| 29°  | Botafogo F. R.                         | 4      | 3  | 1  | 1  | 1  | 7   | 9  | -2   |
| 30°  | A. F. C. Ajax                          | 4      | 6  | 1  | 1  | 4  | 5   | 14 | -9   |
| 31°  | Estrella Roja de Belgrado              | 3      | 1  | 1  | 0  | 0  | 3   | 1  | +2   |
| 32°  | F. C. Spartak Trnava                   | 3      | 2  | 1  | 0  | 1  | 6   | 5  | +1   |
| 33°  | Real Zaragoza                          | 3      | 2  | 1  | 0  | 1  | 4   | 3  | +1   |
| 34°  | A. S. Mónaco F. C.                     | 3      | 1  | 1  | 0  | 0  | 3   | 2  | +1   |
| 35°  | Valencia C. F.                         | 3      | 1  | 1  | 0  | 0  | 2   | 1  | +1   |
| 36°  | C. A. Boca Juniors                     | 3      | 2  | 1  | 0  | 1  | 2   | 1  | +1   |
| 37°  | S. D. Ponferradina                     | 3      | 1  | 1  | 0  | 0  | 2   | 1  | +1   |
| 38°  | Liverpool F. C.                        | 3      | 2  | 1  | 0  | 1  | 5   | 5  | 0    |
| 39°  | Vitória F. C. (Setúbal)                | 3      | 2  | 1  | 0  | 1  | 3   | 3  | 0    |
| 40°  | U. C. Sampdoria                        | 3      | 2  | 1  | 0  | 1  | 3   | 3  | 0    |
| 41°  | C. F. Os Belenenses                    | 3      | 2  | 1  | 0  | 1  | 2   | 2  | 0    |
| 42°  | Manchester United F. C.                | 3      | 2  | 1  | 0  | 1  | 2   | 2  | 0    |
| 43°  | Charleroi-Marchienne                   | 3      | 2  | 1  | 0  | 1  | 1   | 1  | 0    |
| 44°  | A. C. Milan                            | 3      | 2  | 1  | 0  | 1  | 2   | 3  | -1   |
| 45°  | F. C. Steaua Bucarest                  | 3      | 2  | 1  | 0  | 1  | 3   | 5  | -2   |
| 46°  | C. F. América                          | 2      | 2  | 0  | 2  | 0  | 4   | 4  | 0    |
| 47°  | Ferencvárosi T. C.                     | 1      | 1  | 0  | 1  | 0  | 0   | 0  | 0    |
| 48°  | C. A. San Lorenzo de Almagro           | 1      | 1  | 0  | 1  | 0  | 0   | 0  | 0    |
| 49°  | VfL Borussia Mönchengladbach           | 1      | 2  | 0  | 1  | 1  | 3   | 4  | -1   |
| 50°  | Atalanta B. C.                         | 1      | 2  | 0  | 1  | 1  | 2   | 3  | -1   |
| 51°  | Everton F. C.                          | 1      | 2  | 0  | 1  | 1  | 1   | 2  | -1   |
| 52°  | Newcastle United F. C.                 | 1      | 2  | 0  | 1  | 1  | 1   | 2  | -1   |
| 53°  | Újpest Dózsa F. C.                     | 1      | 2  | 0  | 1  | 1  | 2   | 4  | -2   |
| 54°  | S. C. Corinthians                      | 1      | 2  | 0  | 1  | 1  | 1   | 3  | -2   |
| 55°  | Dukla Praga (Desaparecido)             | 1      | 2  | 0  | 1  | 1  | 3   | 6  | -3   |
| 56°  | Stoke City F. C.                       | 1      | 2  | 0  | 1  | 1  | 0   | 3  | -3   |
| 57°  | Stade de Reims                         | 0      | 1  | 0  | 0  | 1  | 2   | 3  | -1   |
| 58°  | Helsingborgs IF                        | 0      | 1  | 0  | 0  | 1  | 2   | 3  | -1   |
| 59°  | S. K. Rapid Viena                      | 0      | 1  | 0  | 0  | 1  | 1   | 2  | -1   |
| 60°  | Racing Club de France                  | 0      | 1  | 0  | 0  | 1  | 1   | 2  | -1   |
| 61°  | C. O. Roubaix-Tourcoing                | 0      | 1  | 0  | 0  | 1  | 1   | 2  | -1   |
| 62°  | S. C. Braga                            | 0      | 1  | 0  | 0  | 1  | 0   | 1  | -1   |
| 63°  | Real Betis Balompié                    | 0      | 1  | 0  | 0  | 1  | 0   | 1  | -1   |
| 64°  | B. S. C. Young Boys                    | 0      | 1  | 0  | 0  | 1  | 2   | 4  | -2   |
| 65°  | F. C. Metalist Járkov                  | 0      | 1  | 0  | 0  | 1  | 2   | 4  | -2   |
| 66°  | ADO Den Haag                           | 0      | 1  | 0  | 0  | 1  | 0   | 2  | -2   |
| 67°  | Villarreal C. F.                       | 0      | 1  | 0  | 0  | 1  | 0   | 2  | -2   |
| 68°  | Pontevedra C. F.                       | 0      | 2  | 0  | 0  | 2  | 3   | 6  | -3   |
| 69°  | F. C. Köln                             | 0      | 1  | 0  | 0  | 1  | 1   | 4  | -3   |
| 70°  | Feyenoord Rotterdam                    | 0      | 2  | 0  | 0  | 2  | 2   | 6  | -4   |
| 71°  | Red Bull Bragantino II                 | 0      | 1  | 0  | 0  | 1  | 0   | 4  | -4   |
| 72°  | Real Sociedad de F.                    | 0      | 2  | 0  | 0  | 2  | 1   | 6  | -5   |
| 73°  | S. C. Internacional                    | 0      | 2  | 0  | 0  | 2  | 0   | 5  | -5   |
| 74°  | West Bromwich Albion F. C.             | 0      | 3  | 0  | 0  | 3  | 0   | 5  | -5   |
| 75°  | Combinado de Fútbol Aficionado Coruñés | 0      | 1  | 0  | 0  | 1  | 0   | 6  | -6   |
| 76°  | Toulouse F. C.                         | 0      | 1  | 0  | 0  | 1  | 1   | 8  | -7   |

## Estadísticas generales
- Equipo con más puntos conseguidos:  Deportivo de La Coruña con 132.
- Equipo con más partidos jugados:  Deportivo de La Coruña con 68.
- Equipo con más partidos ganados:  Deportivo de La Coruña con 39.
- Equipo con más partidos empatados:  Deportivo de La Coruña con 15.
- Equipo con más partidos perdidos:  Deportivo de La Coruña con 14.
- Equipo con más goles convertidos:  Deportivo de La Coruña con 127.
- Equipo con más goles recibidos:  Deportivo de La Coruña con 71.
- Equipo con mejor diferencia de gol:  Deportivo de La Coruña con +56.
- Equipo con peor diferencia de gol:  Nacional con -14.
- Equipo con más títulos conseguidos:  Deportivo de La Coruña con 25.
- Equipo con más subtítulos conseguidos:  Deportivo de La Coruña con 11.

### Goles
- Mayores goleadas: 
-  Real Madrid 8-1  Toulouse en 1953.
-  Juventus 6-0  Ajax Ámsterdam en 1996.
- Empate con más goles: 
-  Botafogo 4-4  Juventus, (8 goles) en 1996.
- Partido con más goles: 
-  Real Madrid 8-1  Toulouse, (9 goles) en 1953.
- Primer gol del torneo:  Telmo Zarra para el Athletic Club frente al Sevilla, a los 17 minutos en 1946.
- Goleador histórico del torneo:  Juanito Gómez del Real Madrid con 8 goles.

## Torneo femenino
En 1984 estaba previsto que se celebrase la primera edición del Teresa Herrera de Fútbol Femenino. Tendría lugar el 30 de agosto de 1984, con un partido entre el Karbo Deportivo y el Añorga de San Sebastián, entonces campeón y subcampeón de España respectivamente, en el Estadio de Riazor pero este no llegó a celebrarse debido a que el Ayuntamiento de La Coruña, propietario del estadio, negó la autorización al Deportivo para usarlo debido a que el terreno de juego se había sembrado recientemente y no podía utilizarse.
En el año 2013 se celebró finalmente la primera edición del torneo femenino. Hasta 2016, cuando el Deportivo de La Coruña refundó su sección de fútbol femenino, el torneo fue organizado por un equipo local de mujeres.
La edición inaugural fue disputada por los dos mejores equipos locales, el Victoria CF y el Orzán SD.
En 2014, el partido se jugó en Riazor por primera vez, y contó con un oponente extranjero,  Boavista FC. Se organizó un torneo clasificatorio para varios equipos locales, que ganó el defensor del título, el Victoria CF.
En 2015, Victoria CF obtuvo de nuevo Trofeo después de vencer a Orzán S.D. en los penaltis, pero esta vez sufrió un aplastante derrota contra 3 veces campeón de liga Rayo Vallecano.

### Historial
| Edición     | Campeón              | Resultado    | Subcampeón                 |
| ----------- | -------------------- | ------------ | -------------------------- |
| I - 2013    | Victoria C. F.       | 3–0          | Orzán S. D.                |
| II - 2014   | Victoria C. F.       | 2–1          | Boavista F. C.             |
| III - 2015  | Rayo Vallecano       | 7–0          | Victoria C. F.             |
| IV - 2016   | R. C. Deportivo      | 2–2 (4-3 p.) | Villarreal C. F.           |
| V - 2017    | Athletic Club        | 1–0          | R. C. Deportivo            |
| VI - 2018   | Athletic Club        | 1–0          | R. C. Deportivo            |
| VII - 2019  | U. D. G. Tenerife    | 5–1          | R. C. Deportivo            |
| VIII - 2020 | R. C. Deportivo "B"  | 1–1 (5-3 p.) | Victoria C. F.             |
| IX - 2021   | Valadares Gaia F. C. | 0–0 (5-4 p.) | R. C. Deportivo            |
| X - 2022    | R. C. Deportivo      | 2–2 (5-4 p.) | FC Famalicão               |
| XI - 2023   | R. C. Deportivo      | 2–0          | Deportivo Alavés Gloriosas |
| XII - 2024  | R. C. Deportivo      | 2–1          | Athletic Club              |
| XIII - 2025 | R. C. Deportivo      | 2–0          | S. C. Braga                |

### Palmarés
| Equipo              | Títulos | Subtítulos | Años campeón                 | Años subcampeón        |
| ------------------- | ------- | ---------- | ---------------------------- | ---------------------- |
| R. C. Deportivo     | 5       | 4          | 2016, 2022, 2023, 2024, 2025 | 2017, 2018, 2019, 2021 |
| Victoria C. F.      | 2       | 2          | 2013, 2014                   | 2015, 2020             |
| Athletic Club       | 2       | 1          | 2017, 2018                   | 2024                   |
| Rayo Vallecano      | 1       | 0          | 2015                         |                        |
| U. D. G. Tenerife   | 1       | 0          | 2019                         |                        |
| R. C. Deportivo "B" | 1       | 0          | 2020                         |                        |
| Valadares Gaia F.C. | 1       | 0          | 2021                         |                        |